# 扎斯塔瓦M21突擊步槍
扎斯塔瓦M21是塞爾維亞扎斯塔瓦武器公司（Zastava Arms）生產的突擊步槍，是以前蘇聯卡拉什尼科夫（AK）系列為基礎作改進的步槍之一。

## 設計
M21突擊步槍在AK步槍的基礎上改進了設計，以輕型、緊湊及可靠為重點，沿用長行程活塞傳動式氣動系統、轉拴式槍機，改為發射5.56×45毫米NATO或.223 Remington步槍子彈，以30發可拆式彈匣（並非STANAG彈匣）供彈，附有橡膠底板的摺疊式槍托、彈匣、護木及握把採用聚合物料制造，採用冷鍛鍍鉻槍管，槍口裝有消焰器，機匣頂部中段設有可調式照門，瞄準基線比AK系列較長，亦有在機匣左面預留位置來加裝了皮卡汀尼（Picatinny）戰術導軌以對應各種瞄準鏡，護木可下掛40毫米GP系列榴彈發射器。
M21除了全長998毫米（槍托打開）的標準型外，另有三種衍生型，長槍管及短槍管卡賓槍型的M21C，及專為特種部隊和警隊作城市戰而開發的型號，打開槍托後全長只有856毫米的短槍管卡賓槍型M21S。

## 用戶

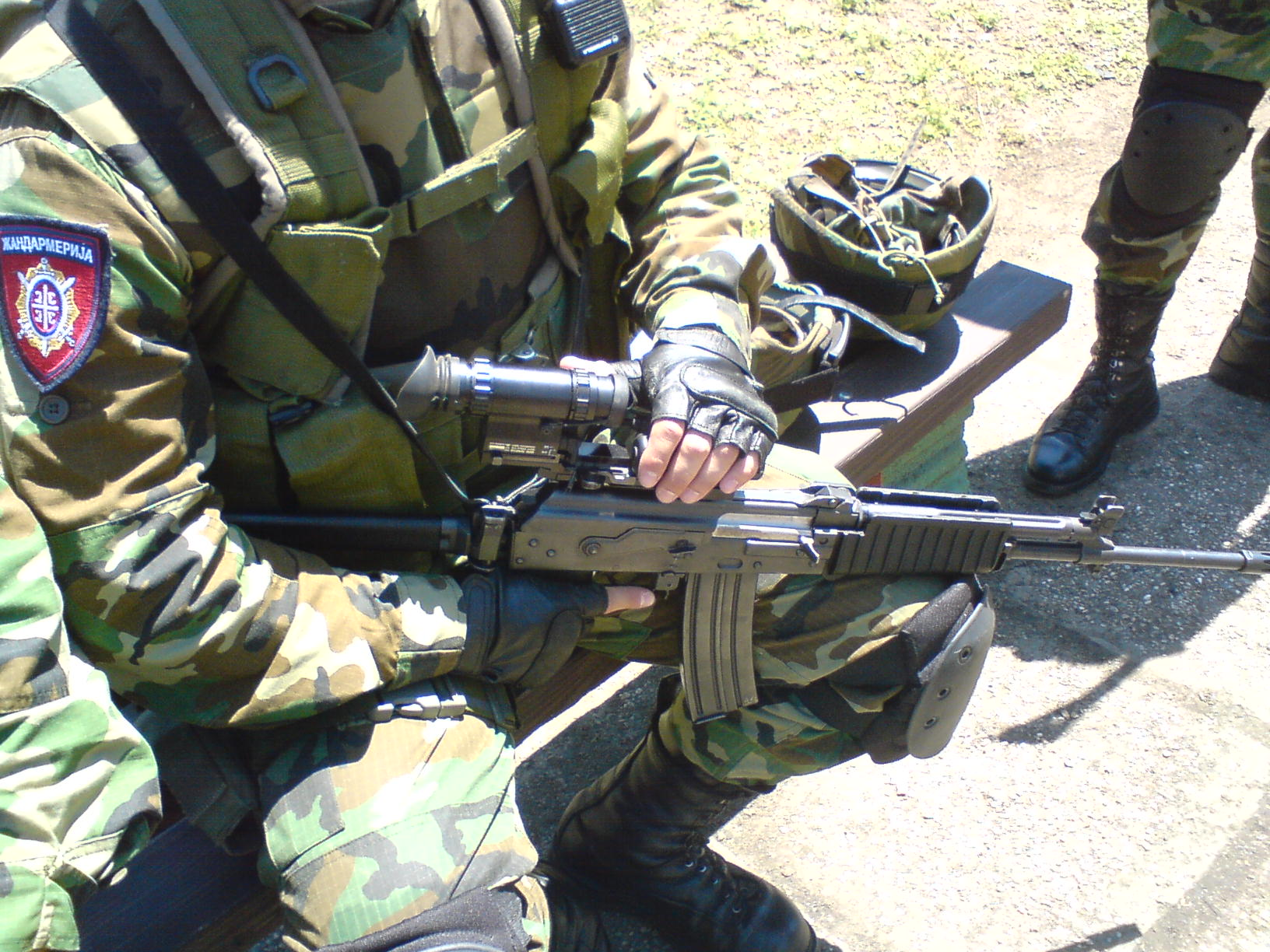
塞爾維亞國家憲兵的M21突擊步槍

- 2004年4月29日，塞爾維亞和黑山軍方正式宣佈將裝備M21突擊步槍以替換他們的7.62毫米口徑M70／M72／M92突擊步槍。
- 2004年塞爾維亞和黑山國防部訂購500把M21突擊步槍，在2004年9月1日開始生產。
- 2005年，馬其頓共和國購買了一批共值150,000歐元的M21突擊步槍，他們是塞爾維亞以外的第一個使用國[3]。
- 2006年起，伊拉克戰爭後在伊拉克的一些私人軍事承包商及新伊軍亦裝備了一定數量的M21突擊步槍[4]。
- 塞爾維亞軍隊至今裝備了約7,000把M21突擊步槍。

### 使用國
- 阿富汗
- 亞美尼亞
- 喀麦隆
- 埃及
- 伊拉克
- 约旦
- 利比亞
- 蒙特內哥羅
- 北馬其頓
- 秘魯
- 塞族共和國
- 塞爾維亞
- 叙利亚
- 辛巴威